# Structureel functionalisme
Structureel functionalisme is een variant van het functionalisme in de sociologie waarbij de functie van sociale verschijnselen wordt verklaard aan de hand van de bijdrage van het verschijnsel aan een sociaal systeem en de veranderingen die het daarmee teweegbrengt in dat systeem.
Samen met symbolisch interactionisme en de conflictsociologie behoort het structureel functionalisme tot de belangrijke sociologische paradigmata.

## Benadering
Het structureel functionalisme vertrekt, net als het neomarxisme, vanuit een structuurbenadering. De sociale realiteit is voor structureel functionalisten het best te begrijpen door te kijken naar grotere sociale gehelen als het sociaal systeem, het cultureel systeem, het politiek systeem en het economisch systeem. Deze boven-individuele gehelen bepalen het individuele handelen en de attitudes en motieven van mensen. Dit neigt naar sociale determinatie.
In tegenstelling tot het (neo)marxisme, vertrekt het structureel functionalisme vanuit een consensusbenadering. Tegenstellingen, conflicten worden beschouwd als elementen van een groeiproces naar stabiliteit, evenwicht, continuïteit.

## Uitgangspunten
- de sociale werkelijkheid is een zelfstandige werkelijkheid;
- een brede consensus levert de basis voor orde en stabiliteit;
- elk onderdeel in de samenleving draagt bij tot een continue en stabiele samenleving;
- organicisme.

## Voorlopers
Drie voorlopers van het structureel functionalisme waren Émile Durkheim (onder meer bekend van zijn werk Le Suicide), Bronisław Malinowski en Alfred Radcliffe-Brown. Deze drie antropologen waren zelf geen structureel-functionalisten.
Durkheim voegde aan het orde/geweldprobleem een nieuwe dimensie toe. Hij besprak het fenomeen van onthechting: wanneer mensen wel vreedzaam samenleven, maar geen contact hebben. Dit komt tot uiting in zelfmoordcijfers van een samenleving. Dit was ook het voornaamste fenomeen in de onderbouwing van Durkheims theorie. Deze theorie ging ervan uit dat: 
Naarmate personen sterker geïntegreerd zijn in om het even welke intermediaire groepering van een samenleving, is de kans groter dat zij de normen van deze groepering naleven.
Zelfdoding is dan een interessant gegeven om te onderzoeken, omdat de meeste groeperingen als norm hebben dat zelfmoord niet acceptabel is. Deze theorie gaat er wel van uit dat de samenleving een bepaalde structuur bezit. Volgens Durkheim was de sociologie een wetenschap die het ontstaan en functioneren van maatschappelijke instellingen beschreef. Vandaar de term: structureel functionalisme.

## Belangrijkste figuren
De belangrijkste structureel-functionalisten waren Talcott Parsons en Robert K. Merton. 

### Merton
Merton heeft uit het werk van de voorlopers drie grondbeginselen van het structureel functionalisme afgeleid:
- elk deel van het hele systeem heeft een functie met het oog op het voortbestaan en de integratie van de totale samenleving (functionele eenheid van sociale systemen);
- elke geloofsopvatting en sociale of culturele vorm, elk gebruik en elk materieel object vervult een vitale functie voor de voortzetting van de samenleving (universeel functionalisme);
- sommige instituties zijn onmisbaar voor het voortbestaan van de samenleving als een geordend geheel (bijvoorbeeld de godsdienst, het leger, de belastingen) (onmisbaarheid instituties).

Merton formuleert tegelijk kritiek op deze grondbeginselen:
- telkens opnieuw moet empirisch vastgesteld worden of sociale fenomenen wel een positieve functie vervullen en of ze wel bijdragen tot continuïteit en stabiliteit;
- er zijn disfuncties in het sociale systeem, zaken die functioneel zijn voor een specifiek onderdeel maar niet voor het geheel (bijvoorbeeld werkloosheid is disfunctioneel voor het gezin dat minder inkomen heeft, maar functioneel voor het bedrijf dat hierdoor kan overleven);
- er zijn ook manifeste functies (bedoelde en onderkende gevolgen) en latente functies (onbedoelde en niet-onderkende gevolgen of bijwerkingen);
- niets is onmisbaar, er zijn altijd structurele alternatieven.

### Parsons
Talcott Parsons ging ervan uit dat een systeem als geheel te onderscheiden valt van de omgeving door een eigen specifieke organisatie die zich kan handhaven, niet door zich te isoleren van de samenleving maar door een continu proces van uitwisseling, wat het dus tot een open systeem maakt, en door zelf binnen bepaalde grenzen zijn doeleinden te bepalen.
Het gaat zowel om levende, sociale als politieke systemen. In de sociale systemen zijn er vooral problemen door de relatie met de omgeving en de integratie binnen het systeem. Binnen een sociaal systeem zijn sociale vaardigheden belangrijk om de problemen op te lossen. Naargelang de leiders hierover niet of wel beschikken, doen ze aan instrumenteel leiderschap of aan expressief of sociaal leiderschap. 
Een goed functionerende samenleving is gekenmerkt door een consensus over belangrijke waarden, het centrale waardensysteem genoemd. Zonder deze consensus is er sociale wanorde, disfunctie en kan de samenleving uitgehold raken.

## Toepassingen

### Fitness
John Vincke beschreef de manifeste en latente functie van de fitnessbeweging, aanvankelijk een initiatief dat trachtte het tekort aan lichaamsbeweging bij bedienden te compenseren door te gaan sporten. De opgang van de fitnessbeweging viel al dan niet toevallig in een periode van economische recessie. 
De manifeste functie van de training is het voorzien in een betere zuurstofvoorziening, spierdoorbloeding, zuurstofvolume ... om het tekort aan fitheid te compenseren. De fysieke conditie verbetert erdoor.
De latente functie is dat de angst naar aanleiding van de onzekere situatie door de economische recessie, wordt verminderd. Door fitness, en vooral door de aanmaak van endorfines ten gevolge van lichaamsbeweging, gaan mensen zich immers psychisch beter voelen en meer stressbestendig worden. 

### Armoede
Herbert Gans beschreef onder meer de manifeste en latente functies van armoede. Een manifeste functie van armoede is dat mensen erdoor aangezet worden het vuile werk op te knappen, om niet om te komen van de honger. De keerzijde hiervan, de manifeste disfunctie, is de gezondheidstoestand van de armen. Een latente functie van armoede is dat ze zorgt voor werkgelegenheid in de sociale sector (door de hulpverlening), maar tegelijk bedreigt armoede het sociale weefsel, specifiek in grote steden (een latente disfunctie). 
Meteen wordt duidelijk dat functioneel niet gelijkstaat met moreel correct, maar dat het vooral bijdraagt tot de stabiliteit van de samenleving. Het is de taak van die samenleving om een functioneel alternatief te vinden voor armoede dat dezelfde positieve functies kan vervullen.